# Tatham
Tatham is een civil parish in het bestuurlijke gebied Lancaster, in het Engelse graafschap Lancashire met 396 inwoners.